# Hem Keth Dara
Hem Keth Dara ist der Sohn des unter Lon Nol in Kambodscha amtierenden Innenministers Hem Keth Sana. Hem Keth Dara kam während der Eroberung der Hauptstadt Kambodschas, Phnom Penh, den vorrückenden Kampfeinheiten der Roten Khmer zuvor. Er war Anführer der Bewegung Monatio, die als Gruppe von 200 im schwarzen Kampfanzug der Roten Khmer ausgerüstete Soldaten am 17. April 1975 eigenmächtig das Informationsministerium eroberten.  Sie wurden von rund 500 Studenten begleitet und besetzten so innerhalb weniger Stunden die Innenstadt von Phnom Penh. Die Gruppe beschlagnahmte Waffen von Soldaten, die sich im Regierungsviertel verschanzt und dann ergeben hatten. Innerhalb der überraschenden unblutigen Eroberung gelang es Hem Kath Dara und seinen Gefolgsleuten, die Radiostation der Regierung unter Kontrolle zu bringen. Dort führte er eine vierminütige Übertragung durch, in der er erklärte, er sei der Anführer einer nationalistischen Bewegung mit dem Namen Monatio, die für die Eroberung verantwortlich gewesen sei. Er rief die Regierungssoldaten auf, die Waffen niederzulegen und informierte in seiner Ansprache auch die Einheiten der Roten Khmer, die vor der Stadt standen: "Ich habe Maßnahmen ergriffen, um es unseren außerhalb von Phnom Penh wartenden älteren Brüdern zu ermöglichen, leicht in die Stadt zu gelangen, ohne daß Unschuldige getötet werden oder Schaden erleiden." Hem Keth Dara wurde anschließend von den Roten Khmer entwaffnet, da die Bewegung Monatio nicht zu ihnen gehörte und er also unautorisiert vorgegangen war.
Dara war mit einer Französin verheiratet und hatte 2 Kinder.